# Phyllophaga nisuens
Phyllophaga nisuens är en skalbaggsart som beskrevs av Saylor 1937. Phyllophaga nisuens ingår i släktet Phyllophaga och familjen Melolonthidae. Inga underarter finns listade i Catalogue of Life.